# エジプトのヨセフ (絵画)
『エジプトのヨセフ』（伊: Giuseppe in Egitto、英: Joseph in Egypt）は、イタリア・マニエリスム期ヤコポ・ダ・ポントルモが1518年ごろ、板上に油彩で描いた絵画である。1882年にロンドン・ナショナル・ギャラリーが購入した。作品は、サルヴィ・ボルゲリーニ (Salvi Borgherini) により息子のフランチェスコと (Francesco Borgherini) とマルゲリータ・アッチャイウォーリ (Margherita Accaiuoli) との結婚を機に委嘱された。『旧約聖書』中の「創世記」39章に描かれているヨセフ (ヤコブの子) の物語が主題で、やはりポントルモによる『助けを乞うヨセフの兄弟たち、
『ポティパルに売られるヨセフ』、『ファラオと執事、パン屋』 (すべてロンドン・ナショナル・ギャラリー蔵) とともにフィレンツェのボルゲリーニ宮殿の「結婚の間」に掛けられていた。

## 作品
上記の作品は、アンドレア・デル・サルト、フランチェスコ・グラナッチ、バッキアッカの絵画とともに、寝室装飾として壁や寝台、椅子や長持にヨセフの物語を描いた板絵をはめ込むという企画を構成するものであった。家具の装飾にヨセフの物語を選ぶことは当時の流行であった。その上、この主題は、フランチェスコ・ボルゲリーニには特にふさわしかったように思われる。彼はフィレンツェとローマを往復する銀行家で、ヨセフの他国での商売の成功は明らかに適切な手本であった。本作は、上記のポントルモによる3枚の板絵より大きく、おそらく追加注文として最後に制作された。
この絵画で、ヨセフは金茶色の服、薄紫色のマント、緋色の帽子を身に着けた姿で表され、4回登場する。右前景では、エジプトの統治者としてファラオ (エジプト王) の「第二の車」に腰かけており、背景に見える飢饉の犠牲者たちのリーダーの嘆願に耳を傾けている。画面左側では、ヨセフはフォラオに老父ヤコブを紹介している。ヨセフの母ラケルも登場するが、これは『聖書』には記述されていない。
ヨセフは、画面中景中央右寄りの階段のところにも息子の1人といっしょに再登場する。彼のもう1人の息子は階段を上ったところで1人の女に迎えられている。画面上部右側にある円形の寝室では、ヨセフは息子たちに臨終のヤコブの祝福を受けさせようとしている。
『画家・彫刻家・建築家列伝』を表したマニエリスム期の画家・伝記作家ジョルジョ・ヴァザーリによれば、前景中央右寄りの階段に腰かけている少年は、ポントルモの弟子アーニョロ・ブロンズィーノであるという。ヴァザーリは、この少年について「たいそう生き生きとして美しく、驚嘆すべき人物表現だ」と述べている。さらに、サイズの小ささを難としているものの、この板絵ほどの「優美さ、完璧さ、卓越さをもって」制作された作品をほかに見出すことは不可能であると書いている。

## ギャラリー

### ポントルモによるヨセフの物語の絵画 (すべてロンドン・ナショナル・ギャラリー蔵)

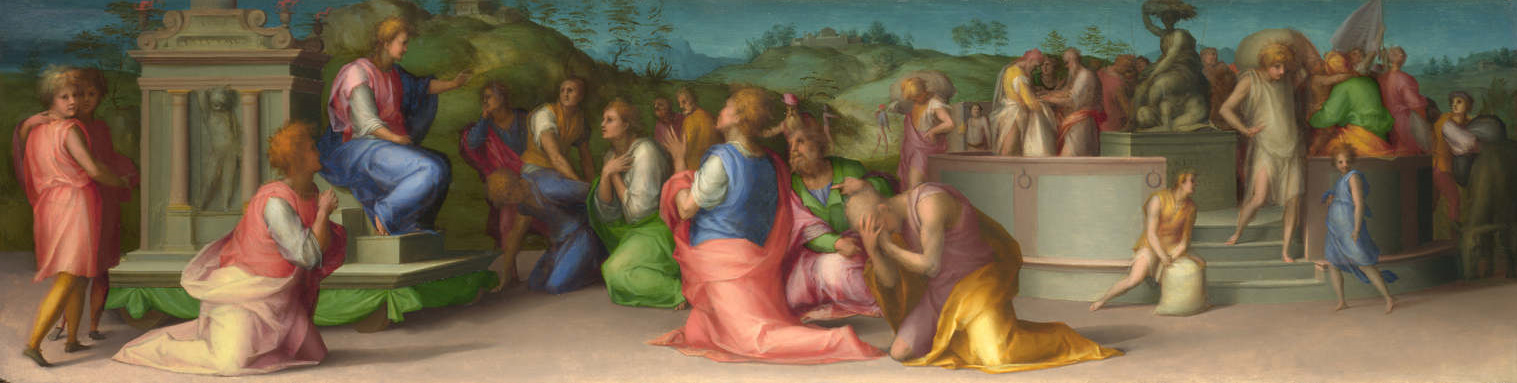
『助けを乞うヨセフの兄弟たち（英語版）』
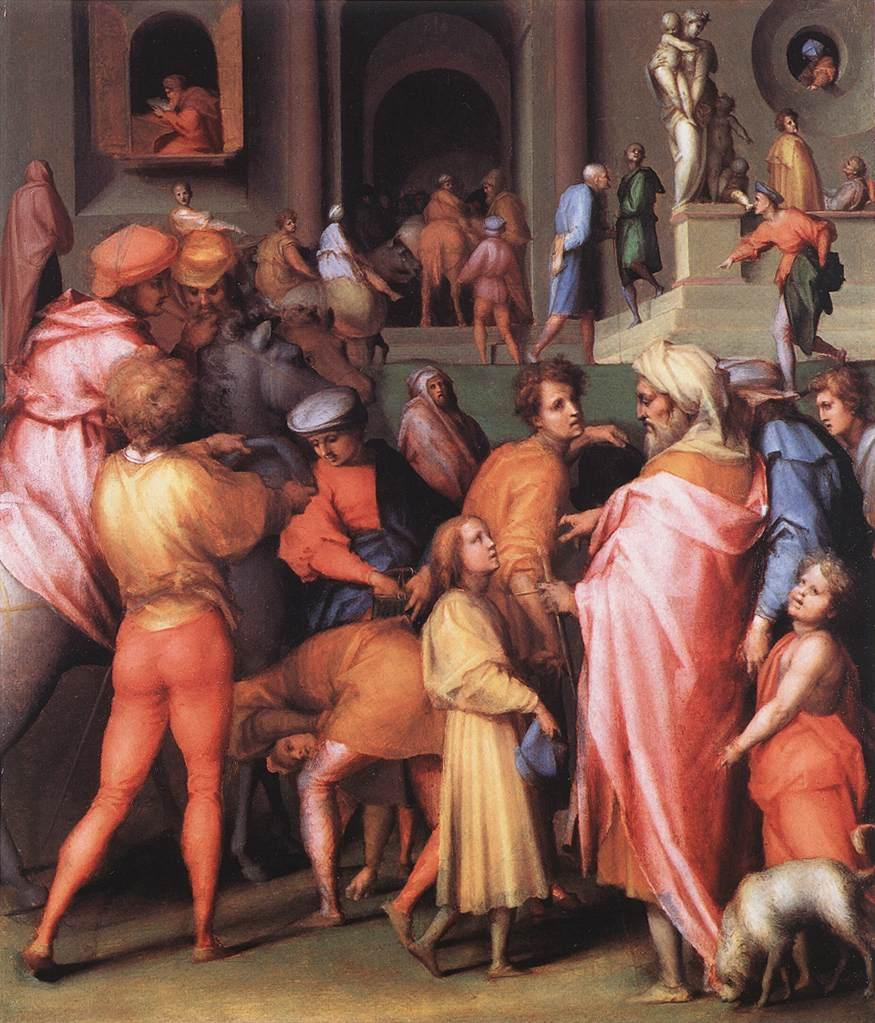
『ポティパルに売られるヨセフ（英語版）』
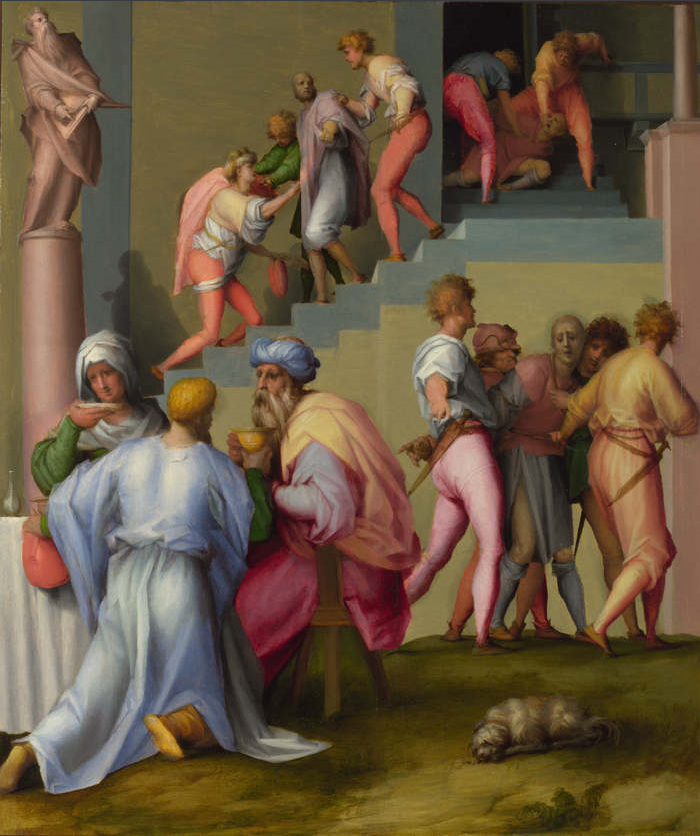
『ファラオと執事、パン屋（英語版）』